# Matheus Babi
Matheus Barcelos da Silva (Macaé, Brasil; 18 de julio de 1997), conocido como Matheus Babi, es un futbolista brasileño. Juega de delantero y su equipo actual es Juventude del Campeonato Brasileño de Serie A

## Trayectoria
Nacido en Macaé, Río de Janeiro, Matheus se formó en las inferiores del Macaé Esporte Futebol Clube, siendo promovido al primer equipo de la Serie C y el Campeonato Carioca en 2016. Ese año, fue cedido a las inferiores del Grêmio, de las cuales formó parte hasta diciembre de 2017.
Regresó al Macaé, donde tras jugar tres temporadas firmó en el Serra Macaense que le envió a préstamo al Botafogo de la Serie A. Debutó en la Primera División del país el 13 de agosto de 2020 ante el Red Bull Bragantino.

## Estadísticas
Actualizado al último partido disputado el 22 de setiembre del 2024.
| Club                          | Div.          | Temporada     | Liga  | Liga  | Estatal | Estatal | Copas nacionales | Copas nacionales | Copas internacionales | Copas internacionales | Total | Total |
| Club                          | Div.          | Temporada     | Part. | Goles | Part.   | Goles   | Part.            | Goles            | Part.                 | Goles                 | Part. | Goles |
| ----------------------------- | ------------- | ------------- | ----- | ----- | ------- | ------- | ---------------- | ---------------- | --------------------- | --------------------- | ----- | ----- |
| Macaé · Brasil                | 3.ª           | 2016          | 0     | 0     | 2       | 0       | —                | —                | —                     | —                     | 2     | 0     |
| Macaé · Brasil                | 4.ª           | 2018          | 7     | 2     | 16      | 1       | —                | —                | —                     | —                     | 23    | 3     |
| Macaé · Brasil                | R.            | 2019          | —     | —     | 11      | 3       | —                | —                | —                     | —                     | 11    | 3     |
| Macaé · Brasil                | R.            | 2020          | —     | —     | 9       | 5       | —                | —                | —                     | —                     | 9     | 5     |
| Macaé · Brasil                | Total club    | Total club    | 7     | 2     | 38      | 9       | 0                | 0                | 0                     | 0                     | 45    | 11    |
| America-RJ · Brasil           | R.            | 2019          | —     | —     | 27      | 12      | —                | —                | —                     | —                     | 27    | 12    |
| America-RJ · Brasil           | Total club    | Total club    | 0     | 0     | 27      | 12      | 0                | 0                | 0                     | 0                     | 27    | 12    |
| Serra Macaense · Brasil       | R.            | 2020          | —     | —     | 0       | 0       | —                | —                | —                     | —                     | 0     | 0     |
| Serra Macaense · Brasil       | Total club    | Total club    | 0     | 0     | 0       | 0       | 0                | 0                | 0                     | 0                     | 0     | 0     |
| Botafogo · Brasil             | 1.ª           | 2021          | 34    | 10    | 8       | 3       | 6                | 2                | —                     | —                     | 48    | 15    |
| Botafogo · Brasil             | Total club    | Total club    | 34    | 10    | 8       | 3       | 6                | 2                | 0                     | 0                     | 48    | 15    |
| Athletico Paranaense · Brasil | 1.ª           | 2021          | 11    | 3     | 4       | 1       | 0                | 0                | 8                     | 0                     | 23    | 4     |
| Athletico Paranaense · Brasil | 1.ª           | 2022          | 6     | 0     | —       | —       | 2                | 0                | 1                     | 0                     | 9     | 0     |
| Athletico Paranaense · Brasil | 1.ª           | 2024          | —     | —     | 1       | 0       | —                | —                | —                     | —                     | 1     | 0     |
| Athletico Paranaense · Brasil | Total club    | Total club    | 17    | 3     | 5       | 1       | 2                | 0                | 9                     | 0                     | 33    | 4     |
| Santa Clara Portugal          | 1.ª           | 2022-23       | 26    | 5     | —       | —       | 5                | 1                | —                     | —                     | 31    | 6     |
| Santa Clara Portugal          | Total club    | Total club    | 26    | 5     | 0       | 0       | 5                | 1                | 0                     | 0                     | 31    | 6     |
| Goiás · Brasil                | 1.ª           | 2023          | 17    | 4     | —       | —       | —                | —                | —                     | —                     | 17    | 4     |
| Goiás · Brasil                | Total club    | Total club    | 17    | 4     | 0       | 0       | 0                | 0                | 0                     | 0                     | 17    | 4     |
| Peñarol · Uruguay             | 1.ª           | 2024          | 13    | 4     | —       | —       | 1                | 0                | 3                     | 0                     | 17    | 4     |
| Peñarol · Uruguay             | Total club    | Total club    | 13    | 4     | 0       | 0       | 1                | 0                | 3                     | 0                     | 17    | 4     |
| Total carrera                 | Total carrera | Total carrera | 114   | 27    | 78      | 25      | 14               | 3                | 12                    | 0                     | 218   | 56    |

## Palmarés

### Títulos nacionales
| Título              | Club    | País    | Año  |
| ------------------- | ------- | ------- | ---- |
| Torneo Apertura     | Peñarol | Uruguay | 2024 |
| Torneo Clausura     | Peñarol | Uruguay | 2024 |
| Campeonato Uruguayo | Peñarol | Uruguay | 2024 |

### Títulos internacionales
| Título            | Club                 | Sede    | Año  |
| ----------------- | -------------------- | ------- | ---- |
| Copa Sudamericana | Athletico Paranaense | Uruguay | 2021 |